# Doomshine
Doomshine ist eine süddeutsche Epic-Doom-Band.

## Musikstil
Nach eigenen Angaben spielen sie Melodic Doomed Metal. Diese selbst kreierte Musikrichtung soll die Musik des Quartetts beschreiben: Ihre Musik wird üblicherweise mit Bands wie Solitude Aeturnus oder Candlemass verglichen.

## Bandgeschichte
Die jetzigen Mitglieder der Band kennen sich bereits seit 1990, gemeinsam Musik machen sie allerdings erst seit 2000. Markus Schlaps sowie die Geschwister Timmy und Sascha Holz haben bereits Lieder geschrieben, die von Sven Podgurski noch überarbeitet wurden. Nachdem das erste Konzert gegeben wurde, schrieben sie in den folgenden Monaten an neuen Songs. Sascha verließ die Band und sein Bruder Timmy übernahm den Gesang. 2001 benannte die Band sich in Doomshine um. 2002 folgte der erste Auftritt unter neuem Namen (in der Rockfabrik Ludwigsburg). Erste Lieder wurden auf der Homepage zum Herunterladen bereitgestellt.
Nachdem sie es auf den Sampler des Magazins Heavy oder was?! geschafft haben, eröffneten sie 2003 das Doom-Shall-Rise-Festival, bei dem auch Reverend Bizarre spielten. Im Juni 2003 unterschrieben sie dann einen Vertrag mit Iron Glory Records und veröffentlichten dort die 7"-Single Shining in Solitude. 2004 erschien dort ihr Debütalbum Thy Kingdoom Come, das unter anderem Platz 5 der Hard-Rock-Charts erreichte. 2005 unterschrieb Doomshine einen Plattenvertrag bei Massacre Records. Fast auf den Tag genau 6 Jahre nach ihrem ersten Album erschien am 2. Juli 2010 das zweite Album The Piper at the Gates of Doom.

## Diskografie
- 2003 – Shining in Solitude (7"-Single)
- 2004 – Thy Kingdoom Come
- 2010 – The Piper at the Gates of Doom
- 2015 – The End is worth waiting for